# Liber amicorum
Een liber amicorum (Latijn voor 'vriendenboek') is in de moderne betekenis een bundel voorzien van veelal persoonlijke teksten en illustraties die door vrienden en/of collega's aan iemand wordt aangeboden ter gelegenheid van een jubileum of afscheid. Het liber amicorum is ontstaan uit het album amicorum.
Onder kinderen, met name meisjes, is lange tijd het poesiealbum populair geweest.
Een gedrukt liber amicorum is nog altijd een middel om waardering te uiten voor de betreffende persoon. De inhoud kan variëren van een bundel wetenschappelijke bijdragen tot een verzameling persoonlijke verhalen.
Een latere opvolger is het vriendenboek. Daarin kunnen vrienden, vriendinnen en familieleden hun gegevens en een persoonlijk woord of gedicht schrijven. Een verschil met het moderne liber amicorum is echter dat de eigenaar van het vriendenboek of poëziealbum zelf de mensen vraagt iets in het album te schrijven. Een andere term die voor liber amicorum wordt gebruikt is het van oorsprong Duitse Festschrift.